# کافه قنادی اوریانت
کافه قنادی اوریانت از قدیمی‌ترین شیرینی‌فروشی‌های شهر تهران محسوب می‌شود.

## پیشینه
کافه قنادی اوریانت در سال ۱۳۲۱ توسط یک خانواده ارمنی افتتاح شده. این فروشگاه در سال‌های اول فقط به پخت نان می‌پرداخت و بعدها با پخت بیسکوئیت به شهرت رسید. این کافه همچنان فعال است و فضای قدیمی آن حفظ شده‌است. از جمله محصولات معروف آن می‌توان به شیرینی پروک (پای زردآلو)،  کیک کولیچ (کیک مخصوص عید پاک ارامنه)، گاتا، نان خامه‌ای و بیسکوئیت اشاره کرد.